# Садака
Садака́ (араб. صدقة‎‎) в исламе — добровольная милостыня, которую мусульманин выплачивает нуждающимся по собственному усмотрению и желанию с намерением заслужить довольство Аллаха. В более широком смысле, садака — это любое благодеяние (не только материальное), совершённое искренне, ради Аллаха. Обязательная милостыня называется закят.
Слово садака имеет тот же корень, что и слово «искренность» (сидк), а закят, возможно, связан с увеличением (язку) или очищением (заки) имущества, из которого они выплачены. Западные исламоведы связывают садака с цдака, которая по своему первоначальному значению «праведности» развила чувство милостыни, и обычно используется в этом смысле в апокрифической и раввинской литературе. Современные мусульманские учёные склонны считать претензии на заимствование неубедительными. Заимствованный, в свою очередь, от мусульман, садака и его производные можно найти в религиозной литературе евреев и христиан, которые жили среди мусульман. Садака встречается как мужское личное имя у мусульман, начиная со второго поколения (Садакат Аллах), евреев, а в последнее время и в качестве фамилии у христиан.
Выплата садака является важной составляющей исламской религии и, соответственно, поощряется. Её смысл состоит в частичном решении проблемы социального неравенства между богатыми и бедными и установлении братских и искренних отношений между людьми. Согласно Корану, тайная подача милостыни лучше открытой. При этом публичная милостыня не запрещена, так как может способствовать аналогичным шагам со стороны других людей.
Милостыня, которую человек даёт, когда он сам нуждается в ней, это и есть предпочтение, о котором сказал Всевышний Аллах: «Они отдают им предпочтение перед собой, даже если они сами нуждаются. А те, кто уберёгся от собственной скупости, являются преуспевшими». 59:9.
Милостыня праведному бедняку первостепеннее милостыни нечестивому бедняку, если они одинаковы в нужде, кроме как если больше вероятности того, что милостыня нечестивцу приблизит его (к Аллаху) и расположит его сердце.
Милостыня, которую человек стремится дать бедняку, но впоследствии она попадает в руки другого, который не нуждается в ней, то его награда всё равно достигает полного размера. В достоверном хадисе приводится, что один мужчина получил награду за милостыню, попавшую в руки богатого, вора и прелюбодейки.
Милостыня является одним из наилучших и чистейших деяний. Умерший верующий желает вернуться к своей мирской жизни, чтобы давать милостыню: «Господи! Предоставь мне недолгую отсрочку, и я буду раздавать милостыню и стану одним из праведников». Чем больше милостыни даёт человек, тем более благословенно его имущество. В хадисе приводится, что Пророк сказал: «Милостыня не уменьшает имущества». И сказано в хадисе Кудси: «О сын Адама! Расходуй — и будут расходовать на тебя!». Милостыня с довольством в душе — признак веры, а милостыня с неохотой в душе — признак лицемерия. Всевышний Аллах сказал про лицемеров: «…и нехотя делают пожертвования».